# Togolândia Ocidental

Mapa da Togolândia Ocidental (área em lilás) dentro do território do Gana.

Bandeira proposta para a Togolândia Ocidental usada por separatistas

Togolândia Ocidental(em inglês: Western Togoland; em francês: Togoland occidental) é um território pertencente a República do Gana (de jure). A área de Togolândia Ocidental é dividida em cinco regiões: Volta, Oti, Região Norte, Região Nordeste e Região Alto Oriental. Em setembro de 2020, separatistas na Togolândia Ocidental declararam independência da República do Gana. 
A Togolândia Ocidental é um estado membro da Organização das Nações e Povos Não Representados (UNPO) desde 2017. 